# Romanzo (film 1940)
Romanzo è un film del 1940, diretto dal regista Åke Ohberg.